# گوسو (مانهوا)
گوسو، یا به عبارتی دیگر  گوسو: استاد ( کره‌ای: 고수; لاتین‌نویسی اصلاح‌شده: Gosu    )، یک مانهوا کشور کره جنوبی است که به عنوان یک وب‌تون نوشته شده توسط گیون ریو و مصورسازی مون جونگ هو منتشر گردیده‌ است. این کمیک از سپتامبر ۲۰۱۵ در پلتفرم وب‌تون شرکت ناور ، ناور وبتون، با فصل‌های مجزا جمع‌آوری و در یازده جلد از فوریه ۲۰۲۳ منتشر شده است. گوسو از سال ۲۰۱۵ ترجمه رسمی انگلیسی را توسط لاین وب‌تون دریافت کرد. گوسو دنباله ای بر مانهوا یونگبی بولپا (یانگبی شکست ناپذیر) است که از سال ۱۹۹۸ تا ۲۰۰۲ منتشر شد  
گیون ریو و مون جونگ هو این کمیک را در ناور در سال ۲۰۱۵ راه اندازی کردند و این مجموعه را در ۲۳ فوریه به پایان رساندند. این وب‌تون به زبان های انگلیسی، چینی و ژاپنی نیز موجود است و ١.۴ میلیارد بازدید داشته است.
در ۱۷ آوریل ۲۰۲۳، یک اقتباس انیمه ژاپنی-کره جنوبی توسط توئی انیمیشن و Studio N معرفی شد.

### داستان
مرد جوانی سفری را در پیش گرفته تا انتقام استاد خویش را بگیرد، کسی که زمانی رزمی کار قدرتمندی بوده که به وسیله افراد خودش بهش خیانت شده و به سختی توانسته زنده فرار کند. مجهز شده به تکنیک های رزمی برتر استادش، آماده است تا ترس و اغتشاش را به دنیای موریم بیاورد.

## رسانه ها

### وب‌تون
گیون ریو و مون جونگ هو این کمیک را در ناور در سال ۲۰۱۵ راه اندازی کردند و این مجموعه را در ۲۳ فوریه به پایان رساندند. این وب‌تون به زبان های انگلیسی، چینی و ژاپنی نیز موجود است و 1.4 میلیارد بازدید داشته است. 
گوسو دنباله‌ای بر مانهوا یونگبی بولپای (یانگبی شکست ناپذیر) است که از سال ۱۹۹۸ تا ۲۰۰۲ پخش شد. یونگبی بولپای اجان (یانگبی شکست ناپذیر: داستانی جانبی) ، یک داستان جانبی از یونگبی است از ۲۰۰۶ تا ۲۰۱۳ منتشر شد. 
گوسو به عنوان بهترین اثر هنرهای رزمی در ناور وب‌تون مورد ارزیابی قرار گرفت. در دسامبر ۲۰۱۹ وبتون پس از یک سال وقفه به دلیل مشکلات سلامتی نویسنده بازگشت، این سری در هجدهم دسامبر از سر گرفته شد.  بر اساس جهان بینی گسترده، وب‌تون با نمایش نقاشی با کیفیت بالا و داستانی منظم در هر بار توجهات را به خود جلب کرد. این وب‌تون نه تنها در بین خوانندگان مرد 30 تا 40 ساله که ژانر هنرهای رزمی را ترجیح می دهند محبوبیت داشت، بلکه با استقبال زیادی از خوانندگان دهه 10 و 20 ساله نیز مواجه شد و گوسو جز برترین های هفته در رتبه اول قرار داشت. 

### لیست جلدها
| 1  | September 25, 2022 | شابک ‎۹۷۹−۱−۱۶−۹۲۷۸۸۳−۶ |
| 2  | September 25, 2022 | شابک ‎۹۷۹−۱−۱۶−۹۲۷۸۸۴−۳ |
| 3  | September 25, 2022 | شابک ‎۹۷۹−۱−۱۶−۹۲۷۸۸۵−۰ |
| 4  | September 25, 2022 | شابک ‎۹۷۹−۱−۱۶−۹۲۷۸۸۶−۷ |
| 5  | September 25, 2022 | شابک ‎۹۷۹−۱−۱۶−۹۲۷۸۸۷−۴ |
| 6  | September 25, 2022 | شابک ‎۹۷۹−۱−۱۶−۹۲۷۸۸۸−۱ |
| 7  | December 25, 2022  | شابک ‎۹۷۹−۱−۱۶−۹۴۷۳۶۴−۴ |
| 8  | December 25, 2022  | شابک ‎۹۷۹−۱−۱۶−۹۴۷۳۶۵−۱ |
| 9  | January 25, 2023   | شابک ‎۹۷۹−۱−۱۶−۹۴۷۷۵۶−۷ |
| 10 | April 25, 2023     | شابک ‎۹۷۹−۱−۱۶−۹۴۷۷۵۷−۴ |
| 11 | April 25, 2023     | شابک ‎۹۷۹−۱−۱۴−۱۱۰۳۲۰−۰ |

### بازی
گوسو که یک شاهکار اکشن هنرهای رزمی در ناور وب‌تون محسوب می شود، به عنوان یک بازی موبایل در حال توسعه است. این بازی موبایل بر اساس Unreal Engine ساخته شده است و ادعا می کند که یک RPG استراتژیک مبتنی بر نوبت است.   این بازی دومین مورد منتشر شده توسط استودیو ریکو، زیرمجموعه ناور وب‌تون، پس از Yumi's Cells The Puzzle است. 
در ۲۹ مارس ۲۰۲۳، ناور وبتون به طور رسمی بازی  موبایلی (RPG) Gosu: Absolute Supreme را منتشر کرد. 

### انیمه
در ۱۷ آوریل ۲۰۲۳، گوسو یک اقتباس ژاپنی-کره جنوبی توسط توئی انیمیشن و Studio N دریافت کرد. 

## بازخورد
گوسو برنده جایزه ریاست جمهوری در بخش کارتون در جوایز محتوای کره در سال ۲۰۱۶ شد و به عنوان یک اثر تاریخی که هنرهای رزمی سنتی کره ای را به بهترین شکل نمایش می دهد مورد تحسین قرار گرفت. 